# Canton d'Abbeville-1
Le canton d'Abbeville-1 est une circonscription électorale française du département de la Somme.

## Histoire
Un nouveau découpage territorial de la Somme entre en vigueur à l'occasion des élections départementales de 2015. Il est défini par le décret du 26 février 2014, en application des lois du 17 mai 2013 (loi organique 2013-402 et loi 2013-403). Les conseillers départementaux sont, à compter de ces élections, élus au scrutin majoritaire binominal mixte. Les électeurs de chaque canton élisent au Conseil départemental, nouvelle appellation du Conseil général, deux membres de sexe différent, qui se présentent en binôme de candidats. Les conseillers départementaux sont élus pour 6 ans au scrutin binominal majoritaire à deux tours, l'accès au second tour nécessitant 12,5 % des inscrits au 1er tour. En outre la totalité des conseillers départementaux est renouvelée. Ce nouveau mode de scrutin nécessite un redécoupage des cantons dont le nombre est divisé par deux avec arrondi à l'unité impaire supérieure si ce nombre n'est pas entier impair, assorti de conditions de seuils minimaux.
Le canton d'Abbeville-1 est créé par ce décret.

## Représentation
| Période élective | Période élective | Mandat | Mandat   | Identité          | Nuance | Nuance | Qualité |
| ---------------- | ---------------- | ------ | -------- | ----------------- | ------ | ------ | --- |
| 2015             | 2021             | 2015   | 2021     | Carole Bizet      |        | LR     | Agricultrice à Ponthoile (conseillère municipale depuis 2020) |
| 2015             | 2021             | 2015   | 2021     | Stéphane Decayeux |        | DVD    | Conseiller municipal d'Abbeville jusqu'en 2020, membre d'Agir Ancien Président du groupe "Somme Perspectives Territoires" 5e vice-président chargé de l'amélioration de l'habitat, des relations internationales, du développement économique et de la création d'emplois |
| 2021             | 2028             | 2021   | en cours | Angelo Tonolli    |        | DVG    | Urbaniste Conseiller municipal (opposition) d'Abbeville (depuis 2020) |
| 2021             | 2028             | 2021   | en cours | Julie Vast        |        | DVG    | Conseillère en insertion professionnelle |

### Résultats détaillés

#### Élections de mars 2015
| Candidats         | Partis      | Partis      | Nuances     | Premier tour | Premier tour | Second tour | Second tour |
| Candidats         | Partis      | Partis      | Nuances     | Voix         | %            | Voix        | %           |
| ----------------- | ----------- | ----------- | ----------- | ------------ | ------------ | ----------- | ----------- |
| Carole Bizet      |             | UMP         | BC-UMP      | 2 630        | 27,59        | 4 785       | 56,80       |
| Stéphane Decayeux |             | UMP         | BC-UMP      | 2 630        | 27,59        | 4 785       | 56,80       |
| Yvon Flahaut      |             | FN          | BC-FN       | 3 319        | 34,82        | 3 639       | 43,20       |
| Valérie Muselet   |             | SIEL        | BC-FN       | 3 319        | 34,82        | 3 639       | 43,20       |
| Brigitte Lamarre  |             | PCF         | BC-UG       | 2 532        | 26,56        |             |             |
| Emmanuel Sergent  |             | PS          | BC-UG       | 2 532        | 26,56        |             |             |
| Ophélie Bon       |             | DVG         | BC-DVG      | 1 051        | 11,03        |             |             |
| Michel Kfoury     |             | DVG         | BC-DVG      | 1 051        | 11,03        |             |             |
|                   |             |             |             |              |              |             |             |
| Inscrits          | Inscrits    | Inscrits    | Inscrits    | 19 492       | 100,00       | 19 492      | 100,00      |
| Abstentions       | Abstentions | Abstentions | Abstentions | 9 341        | 47,92        | 9 706       | 49,79       |
| Votants           | Votants     | Votants     | Votants     | 10 151       | 52,08        | 9 786       | 50,21       |
| Blancs            | Blancs      | Blancs      | Blancs      | 395          | 3,89         | 931         | 9,51        |
| Nuls              | Nuls        | Nuls        | Nuls        | 224          | 2,21         | 431         | 4,40        |
| Exprimés          | Exprimés    | Exprimés    | Exprimés    | 9 532        | 93,90        | 8 424       | 86,08       |

Stéphane Decayeux a quitté LR. Il est membre du parti Agir.

#### Élections de juin 2021
| Candidats                | Partis                   | Partis                   | Nuance                   | Premier tour | Premier tour | Second tour | Second tour |
| Candidats                | Partis                   | Partis                   | Nuance                   | Voix         | %            | Voix        | %           |
| ------------------------ | ------------------------ | ------------------------ | ------------------------ | ------------ | ------------ | ----------- | ----------- |
| Angelo Tonolli           |                          | DVG                      | UGÉ                      | 1 953        | 30,47        | 3 204       | 50,42       |
| Julie Vast               |                          | DVG                      | UGÉ                      | 1 953        | 30,47        | 3 204       | 50,42       |
| Carole Bizet             |                          | LR                       | UCD                      | 1 592        | 24,84        | 3 150       | 49,58       |
| Stéphane Decayeux        |                          | Agir                     | UCD                      | 1 592        | 24,84        | 3 150       | 49,58       |
| Michel Gayet             |                          | LR                       | UCD                      | 1 549        | 24,17        |             |             |
| Lydie Noël               |                          | UDI                      | UCD                      | 1 549        | 24,17        |             |             |
| Pascale Briffard         |                          | LAF                      | RN                       | 1 315        | 20,52        |             |             |
| Stevie Chopin            |                          | LAF                      | RN                       | 1 315        | 20,52        |             |             |
|                          |                          |                          |                          |              |              |             |             |
| Suffrages exprimés       | Suffrages exprimés       | Suffrages exprimés       | Suffrages exprimés       | 6 409        | 94,24        | 6 354       | 90,50       |
| Votes blancs             | Votes blancs             | Votes blancs             | Votes blancs             | 232          | 3,41         | 393         | 5,60        |
| Votes nuls               | Votes nuls               | Votes nuls               | Votes nuls               | 160          | 2,35         | 274         | 3,90        |
| Total                    | Total                    | Total                    | Total                    | 6 801        | 100          | 7 021       | 100         |
| Abstention               | Abstention               | Abstention               | Abstention               | 12 527       | 64,81        | 12 316      | 63,69       |
| Inscrits / participation | Inscrits / participation | Inscrits / participation | Inscrits / participation | 19 328       | 35,19        | 19 337      | 36,31       |

Le premier tour des élections départementales de 2021 est marqué par un très faible taux de participation (33,26 % au niveau national). Dans le canton d'Abbeville-1, ce taux de participation est de 35,19 % (6 801 votants sur 19 328 inscrits) contre 36,82 % au niveau départemental. À l'issue de ce premier tour, deux binômes sont en ballottage : Angelo Tonolli et Julie Vast (Union à gauche avec des écologistes, 30,47 %) et Carole Bizet et Stéphane Decayeux (Union au centre et à droite, 24,84 %).
Le second tour des élections est marqué une nouvelle fois par une abstention massive équivalente au premier tour. Les taux de participation sont de 34,36 % au niveau national, 36,7 % dans le département et 36,31 % dans le canton d'Abbeville-1. Angelo Tonolli et Julie Vast (Union à gauche avec des écologistes) sont élus avec 50,42 % des suffrages exprimés (3 204 voix pour 7 021 votants et 19 337 inscrits),,.

## Composition
Le canton comprend :
1. 23 communes entières dont 17 proviennent de l'ancien canton de Nouvion et 6 de l'ancien canton d'Ailly-le-Haut-Clocher
2. la partie de la commune d'Abbeville située au nord d'une ligne définie par l'axe des voies et limites suivantes : depuis la limite territoriale de la commune de Vauchelles-les-Quesnoy, route d'Amiens (route départementale 1001), chemin des Postes, avenue Charles-Bignon (exclue), rue Saint-Gilles, rue du Maréchal-Foch, place Max-Lejeune, rue Jean-de-Ponthieu, place de l'Amiral-Courbet, rue des Teinturiers, rue Jules-Magnier, rue de l'Eauette, place Saint-Jacques, grande-rue Saint-Jacques, rue Ledien, cours de la Somme, ligne de chemin de fer, jusqu'à la limite territoriale de la commune de Grand-Laviers.

| Nom                               | Code Insee | Intercommunalité         | Superficie (km2) | Population (dernière pop. légale)                | Densité (hab./km2) | Modifier                                    |
| --------------------------------- | ---------- | ------------------------ | ---------------- | ------------------------------------------------ | ------------------ | ------------------------------------------- |
| Abbeville (bureau centralisateur) | 80001      | CA de la Baie de Somme   | 26,42            | Fraction : 12 114 (2022) Commune : 22 406 (2022) | 848                | modifier les données · modifier les données |
| Agenvillers                       | 80006      | CC Ponthieu-Marquenterre | 5,98             | 231 (2022)                                       | 39                 | modifier les données · modifier les données |
| Bellancourt                       | 80078      | CA de la Baie de Somme   | 5,98             | 505 (2022)                                       | 84                 | modifier les données · modifier les données |
| Buigny-Saint-Maclou               | 80149      | CC Ponthieu-Marquenterre | 7,30             | 522 (2022)                                       | 72                 | modifier les données · modifier les données |
| Canchy                            | 80167      | CC Ponthieu-Marquenterre | 6,47             | 346 (2022)                                       | 53                 | modifier les données · modifier les données |
| Caours                            | 80171      | CA de la Baie de Somme   | 6,13             | 565 (2022)                                       | 92                 | modifier les données · modifier les données |
| Domvast                           | 80250      | CC Ponthieu-Marquenterre | 12,85            | 341 (2022)                                       | 27                 | modifier les données · modifier les données |
| Drucat                            | 80260      | CA de la Baie de Somme   | 10,84            | 902 (2022)                                       | 83                 | modifier les données · modifier les données |
| Forest-l'Abbaye                   | 80331      | CC Ponthieu-Marquenterre | 3,30             | 314 (2022)                                       | 95                 | modifier les données · modifier les données |
| Forest-Montiers                   | 80332      | CC Ponthieu-Marquenterre | 10,22            | 389 (2022)                                       | 38                 | modifier les données · modifier les données |
| Gapennes                          | 80374      | CC Ponthieu-Marquenterre | 11,37            | 273 (2022)                                       | 24                 | modifier les données · modifier les données |
| Grand-Laviers                     | 80385      | CA de la Baie de Somme   | 9,50             | 462 (2022)                                       | 49                 | modifier les données · modifier les données |
| Hautvillers-Ouville               | 80422      | CC Ponthieu-Marquenterre | 6,06             | 543 (2022)                                       | 90                 | modifier les données · modifier les données |
| Lamotte-Buleux                    | 80462      | CC Ponthieu-Marquenterre | 6,16             | 330 (2022)                                       | 54                 | modifier les données · modifier les données |
| Millencourt-en-Ponthieu           | 80548      | CC Ponthieu-Marquenterre | 8,62             | 343 (2022)                                       | 40                 | modifier les données · modifier les données |
| Neufmoulin                        | 80588      | CA de la Baie de Somme   | 4,43             | 363 (2022)                                       | 82                 | modifier les données · modifier les données |
| Neuilly-l'Hôpital                 | 80590      | CC Ponthieu-Marquenterre | 7,69             | 328 (2022)                                       | 43                 | modifier les données · modifier les données |
| Nouvion                           | 80598      | CC Ponthieu-Marquenterre | 15,73            | 1 207 (2022)                                     | 77                 | modifier les données · modifier les données |
| Noyelles-sur-Mer                  | 80600      | CC Ponthieu-Marquenterre | 20,01            | 641 (2022)                                       | 32                 | modifier les données · modifier les données |
| Ponthoile                         | 80633      | CC Ponthieu-Marquenterre | 19,41            | 584 (2022)                                       | 30                 | modifier les données · modifier les données |
| Port-le-Grand                     | 80637      | CC Ponthieu-Marquenterre | 11,28            | 268 (2022)                                       | 24                 | modifier les données · modifier les données |
| Sailly-Flibeaucourt               | 80692      | CC Ponthieu-Marquenterre | 10,64            | 1 014 (2022)                                     | 95                 | modifier les données · modifier les données |
| Le Titre                          | 80763      | CC Ponthieu-Marquenterre | 4,51             | 339 (2022)                                       | 75                 | modifier les données · modifier les données |
| Vauchelles-les-Quesnoy            | 80779      | CA de la Baie de Somme   | 6,14             | 809 (2022)                                       | 132                | modifier les données · modifier les données |
| Canton d'Abbeville-1              | 8001       |                          |                  | 23 733 (2022)                                    |                    | modifier les données                        |

## Démographie
En 2022, le canton comptait 23 733 habitants, en évolution de −3,86 % par rapport à 2016 (Somme : −1,26 %, France hors Mayotte : +2,11 %).
| 2013   | 2018   | 2022   |
| ------ | ------ | ------ |
| 24 920 | 24 327 | 23 733 |